# 曾允柔
曾允柔（Zooey Tseng，1991年3月15日—），台灣女演員。

## 作品

### 電視劇
- 2013年《我在西瓜樹下》 飾 千葳 (公視學生劇展 023)
- 2013年《就是要你愛上我》飾 楊雙妹
- 2014年《喜歡·一個人》 飾 Linda
- 2014年《頂坡角上的家》 飾 黃筱芸
- 2015年《他看她的第2眼》 飾 張亞恩
- 2016年《大人情歌》 飾 小雅(客串)
- 2017年《櫻桃小丸子》 飾 穗波玉

### 電影
- 2011年《命運化妝師》飾 小晴

### 微電影、網路短劇
- 2012年《發現生活新味》 飾 徐筱倩(女生版 第七集 天秤座)
- 2013年《18歲的勇氣》飾 佳寧

### MV
- 柯震東 《有話直說》
- 李唯楓 《You Don't Know》
- 蔡旻佑 《怎麽愛妳都不夠》

### 廣告
- 2015年全家便利商店 蛋黃哥集點活動
- 茶裏王-給不甘寂寞的有情人

## 外部連結
- 曾允柔 Zooey Tseng的Facebook專頁
- 曾允柔(@zooeytseng)的Instagram帳戶